# 7beonbang-ui seonmul
7beonbang-ui seonmul (7번방의 선물?, 7番房의 膳物?, Ch‘ilpŏnbang ŭi sŏnmullMR), noto anche con il titolo internazionale Miracle in Cell No. 7, è un film del 2013 scritto e diretto da Lee Hwan-kyung.

## Trama
La piccola Ye-sung vive con il padre Lee Yong-gu, che a causa di una malattia ha il cervello sviluppato quanto quello di un bambino di sei anni; quando l'uomo verrà incolpato di un terribile crimine, la figlia farà di tutto per salvarlo.